# Drusus gueneri
Drusus gueneri là một loài Trichoptera trong họ Limnephilidae. Chúng phân bố ở miền Cổ bắc.